# Kleiner Falkenstein
Der Kleine Falkenstein ist ein 1190 Meter hoher Felsriegel im Nationalpark Bayerischer Wald, direkt unterhalb des Großen Falkenstein gelegen.
Von seinem Felsgipfel bietet sich eine gute Aussicht auf den Großen Arber, den Osser, den Zwiesler Winkel und hinein nach Böhmen. Erreichbar ist der Kleine Falkenstein auf dem Weg von Zwieslerwaldhaus über die Steinbachfälle auf den Großen Falkenstein. In der Felswand unter dem Gipfel nisten Wanderfalken.

## Naturschutzgebiet
Das Naturschutzgebiet Kleiner Falkenstein wurde durch VO. der Regierung von Niederbayern und der Oberpfalz vom 31. Oktober 1939, RegAnz 315 errichtet. Es war etwa 17 ha groß und kam 1997 bei der Erweiterung des Nationalparks Bayerischer Wald zu diesem. Einstmals waren die Felsriegel am Kleinen Falkenstein eines der bedeutendsten Klettergebiete des Bayerischen Waldes. Die entsprechenden Kletterfelsen Falkenwand, Ameisenwand, Einsiedlertürme und die zwischen Kleinem und Großem Falkenstein aufragende Richterwand sind aus Naturschutzgründen gesperrt. Nur für aktive Mitglieder der Bergwachtbereitschaft Zwiesel gibt es zu Übungs- und Ausbildungszwecken Ausnahmeregelungen. 